# 田村薬品工業
田村薬品工業株式会社（たむらやくひんこうぎょう）は、大阪府大阪市中央区に本社を置く製薬会社である。

## 概要
当社は、解熱鎮痛薬の「ツーシン」、かぜ薬の「プリドミン」、ドリンク剤の「イソビタン」・「力精」などの自社ブランド製品の製造・販売に加え、医療用医薬品、一般用医薬品、指定医薬部外品などのOEM（受託生産）による他社製ブランド製品の製造も行われている。
2018年4月に、奈良県五條市に本社を置いていたホシエヌ製薬株式会社を吸収合併した。同社は元々アステラス製薬（旧・藤沢薬品工業）の子会社だったが、2007年3月30日付で全株式を長生堂製薬株式会社へ譲渡された後、2013年に当社が全株式を取得して100%子会社化していた。

## 沿革
- 1934年（昭和9年） - 亜細亜薬品商行を創業
- 1938年（昭和13年）- 散薬「ツーシン」の製造開始
- 1941年（昭和16年）- 株式会社亜細亜薬品商行を設立し、株式会社化する。
- 1948年（昭和23年）- 田村薬品工業株式会社を設立。
- 1970年（昭和45年）- 栄養剤「タフボン」の製造を開始し、一般用医薬品市場へ進出。
- 1975年（昭和50年）- OEM製品として、カネボウ薬品（現・クラシエ薬品）のドリンク剤「セパホルンZ」の受託製造を開始。
- 1980年（昭和55年）-「田村薬草園」を開園し、各種薬草薬木の栽培を開始する。
- 1988年（昭和63年）- 三共（現・第一三共ヘルスケア）が発売するドリンク剤「リゲイン」の受託製造を開始。
- 2013年（平成25年）- ホシエヌ製薬の全株式を長生堂製薬から譲り受け、100%子会社化。
- 2016年（平成28年）- 開発・技術センターを開設し、研究部門を集約。
- 2018年（平成30年）- ホシエヌ製薬株式会社を吸収合併し、同社の本社工場を「五條工場」として引き継ぐ。
- 2019年（令和元年）6月29日 - 紀ノ光台工場が竣工。
- 2021年（令和3年）12月 - 武田コンシューマーヘルスケア（現・アリナミン製薬）が2019年まで製造販売していた水虫用薬「スコルバ」ブランドを承継し、「スコルバEX」を約2年ぶりに復活発売。

## 工場
- 本店工場：奈良県御所市西寺田50
- 五條工場：奈良県五條市住川町1380番地
- 開発・技術センター（高取工場）：奈良県高市郡高取町下土佐495-1
- 紀ノ光台工場：和歌山県橋本市紀ノ光台3-2-1（紀北橋本エコヒルズ）